# 정충사 (홍성군)
정충사(靖忠祠)는 충청남도 홍성군 서부면에 있는 조선시대의 사당이다. 2009년 10월 20일 충청남도의 문화재자료 제401호로 지정되었다.

## 개요
정충사는 청난공신 임득의 장군의 영정과 신위를 봉안하기 위해 지어진 사당으로 1632년에 최초로 건립되었으며 건축물이 노후퇴락하여 1872년 재건하여 보존하고 있는 사당으로 주변에 임득의 장군 묘소(도지정문화재자료 제340호)와 신도비 등이 일곽을 이루고 있다.

## 같이 보기
- 임득의
- 홍성임득의장군묘 - 충청남도 문화재자료 제340호 (1995년 10월 7일 지정)

## 참고 자료
- 정충사 - 국가유산청 국가유산포털